# Bảo tàng Croissant Poznań

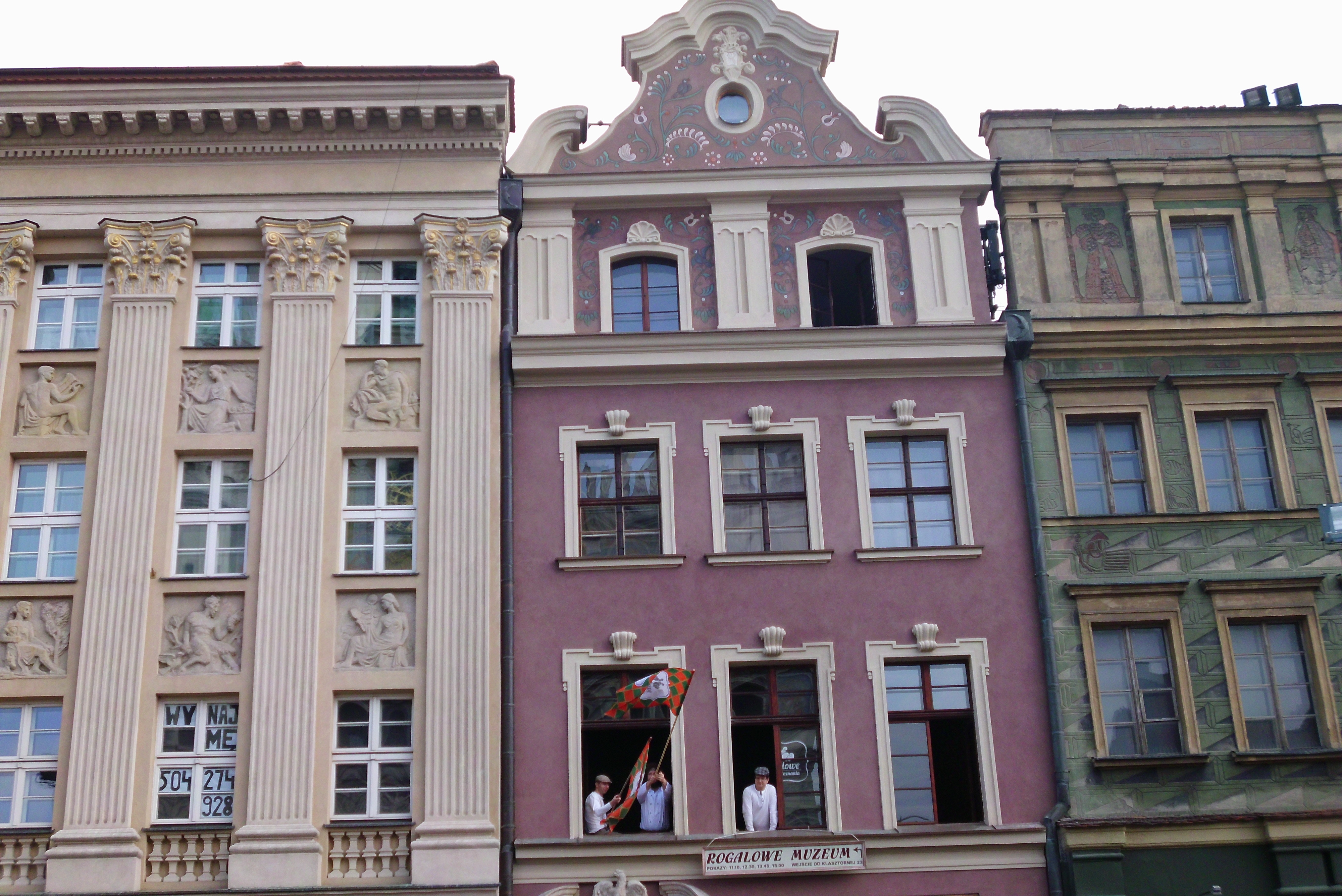
Bảo tàng Croissant

Bảo tàng Croissant là một bảo tàng về bánh sừng bò nổi tiếng của St. Martin, nằm ở tại 41 Phố cổ của Poznań. Bảo tàng là nơi dành riêng cho làm bánh truyền thống croissant, đã có hơn 150 năm tuổi. Khi đến với bảo tàng Croissant Poznań, người xem sẽ được kể một câu chuyện trực tiếp về bánh sừng bò của St. Martin, cũng như những bí mật của công thức cao quý để làm nên 1 chiếc bánh sừng bò, đặc biệc du khách sẽ được tham gia làm bánh dưới sự hướng dẫn của các nhân viên bảo tàng, kết hợp với một bài học về phương ngữ Poznań để giúp bạn hiểu hơn về người bản xứ Poznań.

## Lịch sử
Truyền thống bắt đầu vào năm 1891 khi một linh mục trẻ của nhà thờ St. Martin, ở Poznan, John Lewicki, đang thỉnh cầu hội chúng của mình tìm cách truyền cảm hứng cho người dân địa phương để làm từ thiện cho người nghèo trong những tháng mùa đông lạnh giá. Sau bài thuyết trình của mình, một người làm bánh ngọt trẻ ở một tiệm bánh gần đó đã xem một con ngựa bị mất móng và nhớ về truyền thuyết của Thánh Martin, đột nhiên được truyền cảm hứng để tạo ra một chiếc bánh sừng bò trong hình dạng và đưa nó cho người nghèo.

## Bảo tàng
Bảo tàng nằm trong một ngôi nhà chung cư lịch sử ở Quảng trường Chợ Cũ, ngay đối diện Tòa thị chính (lối vào từ đường Klasztorna). Nội thất của ngôi nhà chung cư ẩn giấu phong cách trang trí nguyên thủy thời Phục hưng từ năm trăm năm trước. Du khách có thể được nhìn thấy rõ ràng từ các cửa sổ của Bảo tàng nhìn ra Quảng trường Poznań, đây là một điểm thu hút bổ sung của phiên buổi sáng.
Trong khoảng thời gian từ tháng 12 đến tháng 4, Bảo tàng mở các hội thảo nghệ thuật và giáo dục mới "Widokówka z Poznań", trong đó trẻ em tự làm bưu thiếp với tòa thị chính và lật bằng cát lỏng.